# Irmgard Wirth
Irmgard Wirth (* 14. November 1915 in Berlin; † 11. Juli 2012) war eine deutsche Kunsthistorikerin.

## Leben
Irmgard Wirth wurde als Tochter des Kaufmanns Max Wirth und dessen Ehefrau, der Fotografin Hermandine, geborene Bodenstein, in Berlin geboren. Der Vater verstarb kurz nach dem Ersten Weltkrieg und die Mutter heiratete einen deutlich jüngeren Kaufmann, der sich allerdings später wieder von ihr trennte.
Sie interessierte sich bereits während der Schulzeit für Kunst. Während des Zweiten Weltkriegs wurde sie zum Nachrichtendienst der Wehrmacht verpflichtet und arbeitete ab 1944 als wissenschaftliche Hilfskraft im Berliner Zeughaus. Nach Kriegsende begann sie ein Studium der Kunstgeschichte, Romanistik und klassischen Archäologie an der Humboldt-Universität. Finanziert durch ein Stipendium der Sorbonne in Paris schrieb sie ihre Doktorarbeit über die über französische Malerei des 19. Jahrhunderts und wurde unter Richard Sedlmaier 1951 in Kiel über Die Maler-Selbstbildnisse der romantischen Epoche in Frankreich promoviert.

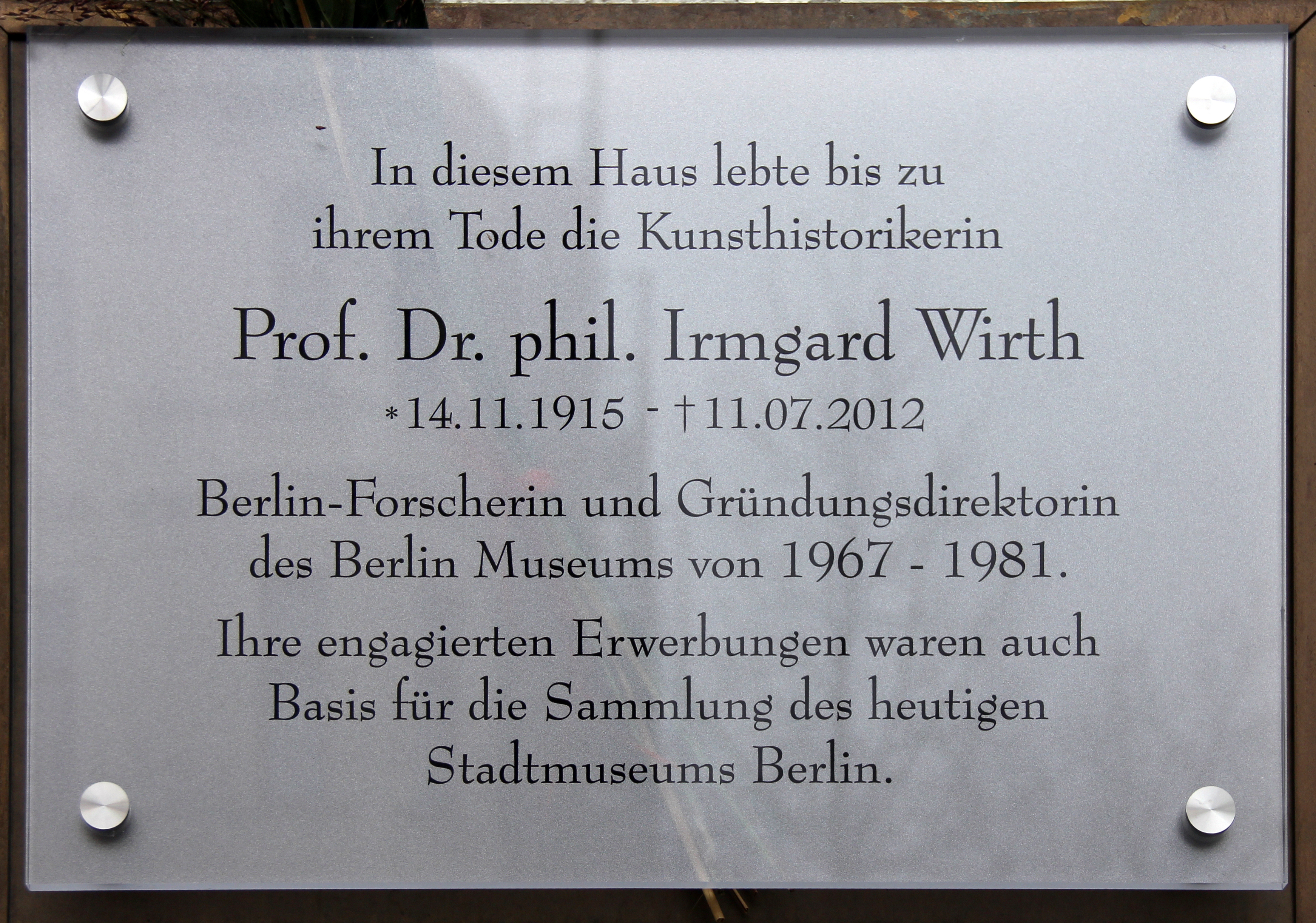
Gedenktafel am Haus, Knesebeckstraße 68–69, in Berlin-Charlottenburg

Von 1952 bis 1966 arbeitete sie beim Berliner Amt für Denkmalpflege und war dort mit der Inventarisierung der Bau- und Kunstdenkmäler betraut. Dabei veröffentlichte sie mehrere veröffentlicht Publikationen über Bauwerke und Kunstdenkmäler der Bezirke Tiergarten und Charlottenburg. 1955 organisierte sie ihre erste Ausstellung mit Bildern von Adolph Menzel. 1963 trat sie in den Verein für die Geschichte Berlins ein und engagierte sich für ein neues Museum zur Geschichte der Stadt im Westteil, da das Märkische Museum in Ostberlin für die Bevölkerung West-Berlins kaum erreichbar war. 1967 wurde sie erste Direktorin des neugegründeten Berlin Museums, das im barocken Kollegienhaus des ehemaligen Kammergerichts in der Lindenstraße untergebracht wurde. Sie leitete das Museum bis zu ihrem Ruhestand im Jahr 1980 und etablierte das Museum durch von ihr konzipierten Ausstellungen und zahlreichen Veröffentlichungen. 1970 wurde ihre Arbeit mit dem Bundesverdienstkreuzes am Bande gewürdigt, später erhielt sie zusätzlich das Verdienstkreuz 1. Klasse. Die von ihr aufgebaute „Abteilung Judaica“ war zudem der Grundstock für das heutige Jüdische Museum Berlin.
Auch im Ruhestand schrieb sie weitere Bücher über die Berliner Malerei und setzte sich nach dem Fall der Mauer und die Zusammenführung des Märkischem Museums und des Berlin-Museums ein, die spätere Fusion beider Museen und die Gründung der Stiftung Stadtmuseum wurden von ihr begleitet. Sie starb am 11. Juli 2012.

## Ehrungen
- 1970: Verdienstkreuz am Bande der Bundesrepublik Deutschland
- 1981: Verdienstkreuz 1. Klasse der Bundesrepublik Deutschland
- 1987: Verdienstorden des Landes Berlin
- Am 14. November 2013 wurde an ihrem Wohnhaus in Berlin-Charlottenburg, Knesebeckstraße 68–69, eine Gedenktafel enthüllt.